# Matheus Fernandes (futebolista)
Matheus Fernandes Siqueira (Itaboraí, 30 de junho de 1998) é um futebolista brasileiro que atua como volante. Atualmente joga no Red Bull Bragantino.

## Carreira

### Botafogo
Nascido em Itaboraí, região metropolitana do Rio de Janeiro, Matheus Fernandes iniciou nas categorias de base do Botafogo.
Em 2016 foi promovido ao time principal pelo técnico Jair Ventura, mas só fez sua estréia em 28 de janeiro de 2017, iniciando no empate em casa por 1 a 1 no Campeonato Carioca contra o Nova Iguaçu. Quatro dias depois, ele estreou na Copa Libertadores da América, substituindo Camilo em uma vitória em casa por 2 a 1 sobre o Colo-Colo.

### Palmeiras
Em 19 de dezembro de 2018, após várias atuações de destaque no Botafogo, foi anunciado como novo reforço do Palmeiras, num contrato válido por cinco temporadas.
Fez sua estreia no dia 1 de maio de 2019 num empate diante do CSA.

### Barcelona
Em 31 de janeiro de 2020, foi oficializada a venda de Matheus Fernandes ao Barcelona por cerca de 7 milhões de euros.Matheus Fernandes estreou pelo clube Barça 11 meses após ser contratado. Ele foi acionado aos 27 minutos do segundo tempo, na goleada por 4 a 0 contra o Dínamo de Kiev, pela Liga dos Campeões.

### Real Valladolid
Matheus foi emprestado ao Real Valladolid até o final da temporada 2019–20.
Matheus Fernandes  estreou em 20 de junho de 2020, pelo Real Valladolid na derrota por 1 a 0 contra o Atlético de Madrid pela 30ª rodada do Campeonato Espanhol.

### Retorno ao Palmeiras
Após rescindir o contrato com Barcelona e ficar sem clube, em 9 de julho de 2021 foi anunciado seu retorno ao Palmeiras. Assinou contrato até dezembro de 2025. Fez sua reestreia apenas em setembro, em vitória contra a Chapecoense, na Arena Condá, pelo Campeonato Brasileiro.
Encerrou a temporada no Verdão onde ele não conseguiu superar a concorrência pela vaga e fez apenas sete jogos.

### Athletico Paranaense
No dia 13 de janeiro de 2022, foi emprestado ao Athletico Paranaense até o fim da temporada.

### Red Bull Bragantino
No dia 10 de dezembro de 2022, foi emprestado ao Red Bull Bragantino até 2023.

## Títulos
Botafogo
- Campeonato Carioca: 2018

Barcelona
- Copa do Rei: 2020–21

Palmeiras
- Copa Libertadores da América: 2021